# Catostylus ouwensi
Catostylus ouwensi is een schijfkwal uit de familie Catostylidae. De kwal komt uit het geslacht Catostylus. Catostylus ouwensi werd in 1966 voor het eerst wetenschappelijk beschreven door Moestafa & McConnaughey. 